# Hideghéthy Imre
Hideghéti Hideghéthy Imre (Bogdánfalva, 1860. szeptember 1. – Budapest/Bogdánfalva, 1920. október 19.) politikus, főispán, miniszter, Vukovár polgármestere. Nagyapja, Lumniczer Sándor (1821–1892) orvos, sebész volt.

## Életpályája
Bonnban és Lipcsében jogi, Proskauban gazdasági tanulmányokat folytatott. 1888–1891 között a Nemzeti Párt képviselője volt a horvát száborban. 1903–1906 között Szerém vármegye főispánja volt. 1916–1917 között a második Tisza István-kormány horvát–szlavón–dalmát tárca nélküli minisztere volt. Ferenc József halála (1916) után, megalakult az Országgyűlés ún. hitelszerkesztési bizottsága, amelynek tagja volt.